# SBB Eem 923
De Eem 923 is een hybride (rangeer)locomotief, die zowel elektrisch als diesel-elektrisch kan rijden, van SBB Cargo.

## Geschiedenis
De (rangeer)locomotieven werden op 8 juli 2010 besteld bij Stadler Rail door de Schweizerische Bundesbahnen (SBB). Deze vervingen rangeerlocomotieven van het type Bm 4/4. In juni 2011 werd in Winterthur met de montage van de eerste locomotief begonnen. Op 14 oktober 2011 werd bij Stadler Rail te Winterthur de locomotief gepresenteerd. Op 9 maart 2012 ging de eerste locomotief in dienst.

## Constructie en techniek
De tweeassige locomotief is grotendeels gebaseerd op de Ee 922 en is uitgerust met IGBT gelijkrichters en twee asynchrone draaistroom motoren. Een belangrijk verschil met de serie Ee 922 is de aanwezigheid van een kleine dieselmotor met een vermogen van 366 kW en een ingebouwde dynamo. Met deze voorziening kan trajectdelen zonder bovenleiding worden bediend. De loc heeft een elektische rem met mogelijkheid tot recuperatief remmen. Verder is er een directe luchtdrukrem voor de loc en een indirecte luchtdrukrem voor de gehele trein.
De benodigde lucht wordt geleverd door een schroefcompressor met een vermogen van 2.600 liter/min.

## Treindiensten
Op 8 maart 2012 is de eerste machine in dienst genomen. De locomotieven zullen door SBB Cargo worden ingezet in lichte regionale goederentreinen en de aansluitende rangeerdienst. Daarnaast kunnen ze door hun elektrisch vermogen en maximum dienstsnelheid van 100 km/h ook in de lichte lijndiensten worden ingezet. Naar verwachting zal zo'n 90% van de inzet onder bovenleiding plaatsvinden.
Alle locomotieven zullen een naam krijgen van een berg in de buurt van hun inzetplaats. De eerste locomotief werd vanuit de standplaats Zofingen ingezet.

### Namen
De locomotieven van de SBB Cargo zijn voorzien van de volgende namen:
| Nummer    | Standplaats    | Naam                                   | Opmerkingen                            |
| --------- | -------------- | -------------------------------------- | -------------------------------------- |
| 923 001-2 | Zofingen       | "Heitern"                              |                                        |
| 923 002-0 | Suhr           | "Brästenegg"                           |                                        |
| 923 003-8 | Frauenfeld     | "Stählibuck"                           |                                        |
| 923 004-6 | Oensingen      | "Roggen"                               |                                        |
| 923 005-3 | Gossau         | "Oberberg"                             | stond op InnoTrans 2012                |
| 923 006-1 | Olten          | "Born"                                 |                                        |
| 923 007-9 | Langenthal     | "Schoren"                              |                                        |
| 923 008-7 | St. Margrethen | "Schäflisberg"                         |                                        |
| 923 009-5 | Buchs (SG)     | "Alvier"                               |                                        |
| 923 010-3 | Suhr           | "Suhrerchopf"                          |                                        |
| 923 011-1 |                |                                        | Reservelok                             |
| 923 012-9 | Neuchâtel      | "Chaumont"                             |                                        |
| 923 013-7 | Romont         | "Le Moléson"                           |                                        |
| 923 014-5 | Saint-Maurice  | "Dents du Midi"                        |                                        |
| 923 015-2 |                | "Mont Vully"                           |                                        |
| 923 016-0 | Lausanne       | "Le Jorat"                             |                                        |
| 923 017-8 | Aarberg        | "Frienisberg"                          |                                        |
| 923 018-6 |                |                                        | Reservelok                             |
| 923 019-4 | Fribourg       | "La Berra"                             |                                        |
| 923 020-2 | Thun           | "Stockhorn"                            |                                        |
| 923 021-0 | Sion           | "Tourbillon"                           |                                        |
| 923 022-8 |                |                                        | Reservelok                             |
| 923 023-6 | Lausanne       | "Dent de Vaulion"                      |                                        |
| 923 024-4 | Ziegelbrücke   | "Fronalpstock"                         |                                        |
| 923 025-1 |                | "Schlossberg"                          |                                        |
| 923 026-9 | Wil SG         | "Hofberg"                              |                                        |
| 923 027-7 | Biel/Bienne    | "Bözingenberg" / "Montagne de Boujean" | naam in twee talen, elk op een zijkant |
| 923 028-5 |                |                                        |                                        |
| 923 029-3 |                | "Rossberg"                             |                                        |
| 923 030-1 |                | "Chestenberg"                          |                                        |